# Bibliothek im Zentrum Wiener Neustadt
Die Bibliothek im Zentrum Wiener Neustadt (bis 2019 Stadtbücherei Wiener Neustadt) befindet sich in der Schlögelgasse 22–26 in der Karmeliterkirche Wiener Neustadt.

## Geschichte
Gegründet wurde die Bücherei als Gewerbliche Freibibliothek im Jahre 1881. Sie stand im Eigentum einer Gesellschaft für gewerblichen Unterricht und allgemeine Volksbildung, wobei die Finanzierung über Mitgliedsbeiträge von Nutzern und Spenden von Gewerbeunternehmern, der Sparkasse und der Stadtgemeinde erfolgte. Im Jahre 1899 übernahm die Stadtgemeinde die Bücherei und richtete sie im Trauerhaus am Hauptplatz 2 ein, ein Haus, welches die Stadtgemeinde im Jahre 1881 von der Besitzerfamilie Trauer erworben hat. 1921 wurde die Bücherei in der Augustingasse 1 in das ehemalige Offiziershaus verlegt, welches 1935 verkauft wurde, worauf die Bücherei in den Pfarrplatz 1 in das ehemalige Bürgerspital übersiedelte. Im Zweiten Weltkrieg wurde das Büchereigebäude bei einem Fliegerangriff am 16. März 1945 zerstört. Im September 1945 wurde die Bücherei in der Herzog-Leopold-Straße 21 im Gebäudekomplex des ehemaligen Karmelitinnenklosters wieder eröffnet. Mit 1. Dezember 2010 wurde die Bücherei in ein ehemaliges Gebäude der Niederösterreichischen Gebietskrankenkasse auf Ferdinand-Porsche-Ring 3 verlegt.
Im Herbst 2019 wurde die Stadtbücherei Wiener Neustadt mit der Bibliothek der Fachhochschule Wiener Neustadt zur Bibliothek im Zentrum zusammengelegt. Diese Zusammenführung ist die bisher erste Fusion einer wissenschaftlichen und einer öffentlichen Bibliothek in Österreich.